# Coral Island
Coral Island est une île artificielle située au Sud de l'île principale de Singapour. 

## Géographie
Ile artificielle incluse dans l'Est de Pulau Sentosa, entièrement résidentielle, elle s'étend sur environ 220 m de longueur pour une largeur approximative de 150 m.